# خنجربلاغ
خنجربلاغ، روستایی از توابع بخش رودبار الموت غربی شهرستان قزوین در استان قزوین است.
این روستا در دهستان رجایی دشت و 37 کیلومتری شهر رازمیان قرار دارد
زبان اهالی روستا فارسی و عمده محصول کشاورزی آن‌هاگیلاس فندق و گردو و آلبالومی‌باشد.